# Pericondritis del oído
La pericondritis del oído es un tipo de infección del oído externo (aurícula), específicamente del pabellón auricular. 

## Síntomas
Por lo general, produce dolor, enrojecimiento e inflamación. Otros síntomas pueden incluir fiebre. El lóbulo de la oreja a menudo permanece intacta. Las complicaciones pueden implicar una deformidad permanente de la oreja, conocida como oreja de coliflor.

## Factor de riesgo
El factor de riesgo más común es la lesión del pabellón auricular, como por ejemplo una perforación en la parte alta de la oreja. Otros factores de riesgo incluyen infecciones del oído externo, función inmunológica deficiente y granulomatosis con poliangeítis. La infección por lo general involucra Pseudomonas aeruginosa o Staph aureus.

## Patogénesis
El mecanismo subyacente involucra la inflamación del pericondrio, la capa que rodea el cartílago de la oreja.

## Diagnóstico
El diagnóstico está basado en los síntomas.

## Tratamiento
El tratamiento incluye analgésicos, antibióticos, corticosteroides . Los antibióticos de uso común incluyen ciprofloxacino. Si existe un absceso, éste debe drenarse. Con tratamiento, los síntomas deberían mejorar por alrededor de 3 días, aunque algunas molestias pueden persistir hasta 4 semanas.

## Frecuencia
La pericondritis del oído no es común. Las tasas se duplicaron en Inglaterra entre 1990 y 2000, se cree que se debe a un aumento en la perforación de orejas. El término llegó al idioma inglés a mediados del siglo XIX; del griego "peri" que significa "alrededor", "chondros" que significa "cartílago" e "itis" que significa "inflamación".